# ドラマLX
『ドラマLX』（ドラマエルエックス）は、名古屋テレビ（メ〜テレ）が編成していたテレビドラマの再放送枠である。LXはメ〜テレのコールサイン (JOLX-DTV) にちなむ。
テレビ朝日系列の『木曜ミステリー』枠で放送されていた作品や『木曜ドラマ』枠で放送されていた作品や水曜21時台の刑事ドラマ枠の作品を放送することが多い。
2017年9月29日をもって10月改編に伴い長年にわたる編成枠を終了。

## 過去の編成時間
| 期間         | 期間      | 放送曜日・時間 | 放送曜日・時間 | 放送曜日・時間 | 放送曜日・時間 | 放送曜日・時間 |
| 期間         | 期間      | 月・火曜       | 水曜           | 木曜           | 金曜           |                |
| ------------ | --------- | -------------- | -------------- | -------------- | -------------- | -------------- |
| 開始時期不明 | 2003年3月 | 10:50 - 11:45  | 10:50 - 11:45  | 10:50 - 11:45  | 10:50 - 11:45  |                |
| 2003年4月    | 2008年3月 | 10:52 - 11:45  | 10:52 - 11:45  | 10:52 - 11:45  | 10:52 - 11:45  |                |
| 2008年4月    | 2012年3月 | 10:51 - 11:45  | 10:51 - 11:45  | 10:51 - 11:45  | 10:51 - 11:45  |                |
| 2012年4月    | 2012年9月 | 10:51 - 11:45  | 10:51 - 11:45  | 10:51 - 11:45  | （放送なし）   |                |
| 2012年10月   | 2014年3月 | 10:51 - 11:45  | 10:51 - 11:45  | （放送なし）   | （放送なし）   |                |
| 2014年4月    | 2014年9月 | 14:56 - 15:50  | 14:56 - 15:50  | 14:56 - 15:50  | 14:56 - 15:50  |                |
| 2014年10月   | 2017年9月 | 9:55 - 10:51   | 9:57 - 10:51   | 9:57 - 10:51   | 9:55 - 10:51   |                |